# 機内喫煙

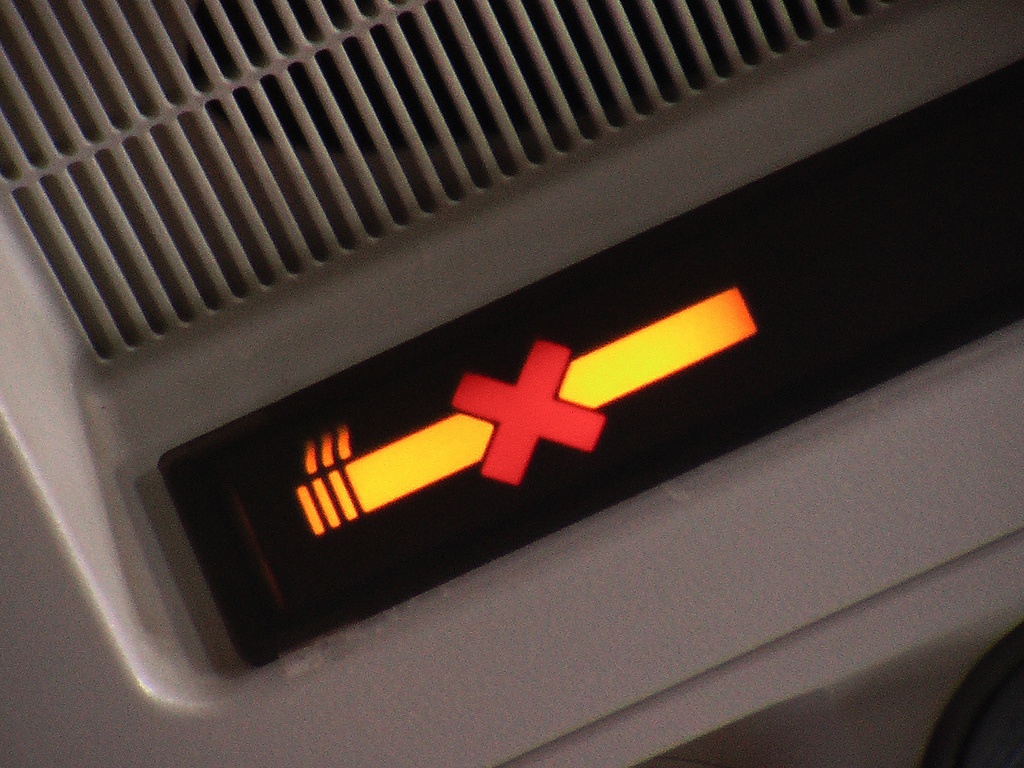
「禁煙」サイン(エアバス)、世界中のほとんどの旅客機で見られる

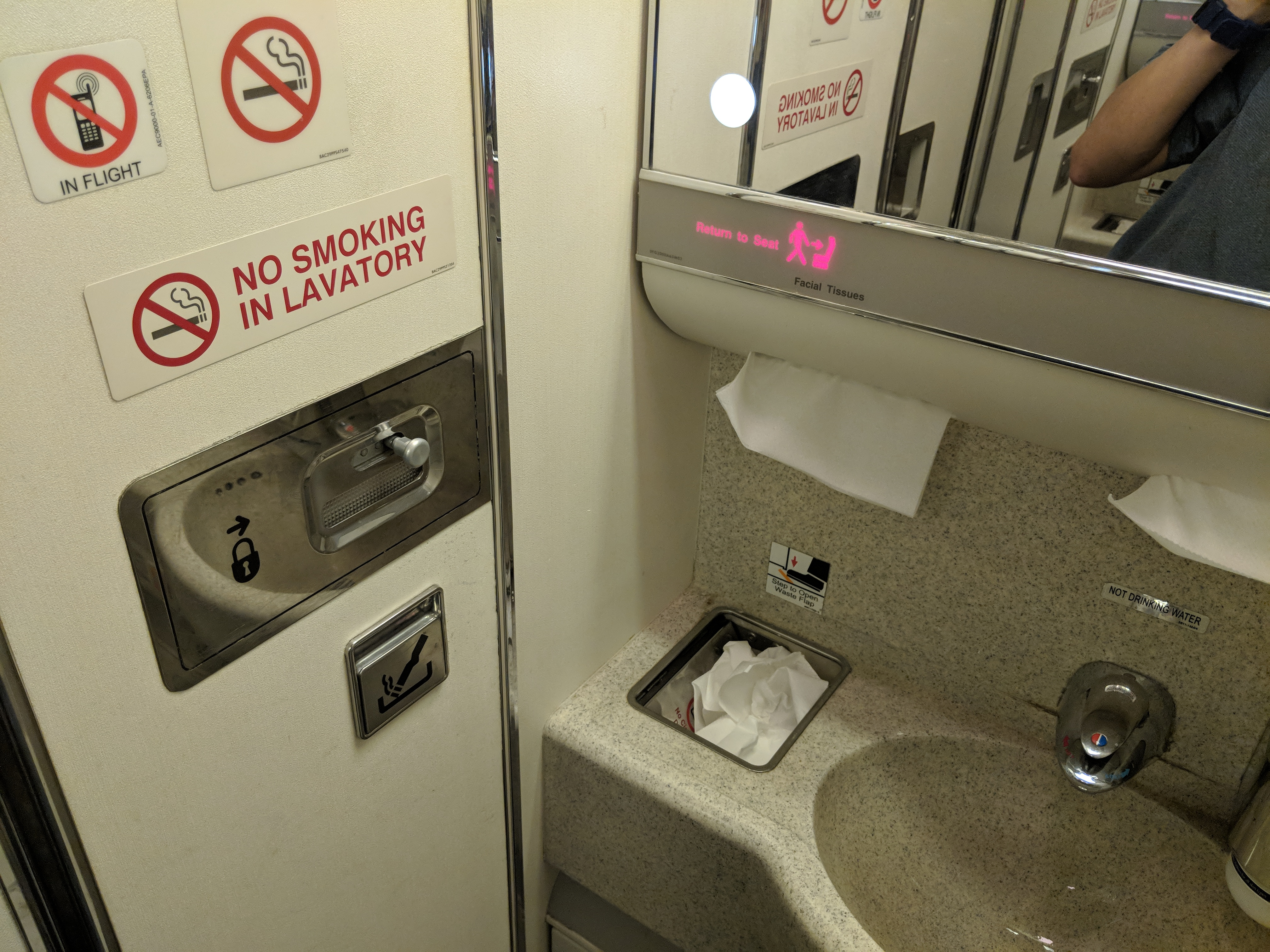
旅客機のトイレには、乗客が違法に喫煙した場合に備えて灰皿がある

機内喫煙（きないきつえん、英語: Inflight_smoking）は、飛行中に航空機内でたばこを吸うことを指す。かつては機内喫煙は普及していたが、現在ではほぼすべての航空会社や世界中の多くの政府によって禁止されている。1980年代から機内喫煙禁止は、世界中で段階的に実施されてきた。電子タバコの使用も多くのフライトで禁止されている。
日本では、1988年4月、日本航空は日本の航空会社として初めて1時間未満の国内線での禁煙を導入し、1990年10月に2時間未満のフライトに拡大した。1998年、日本航空と全日本空輸は、すべての国内線を禁煙にし、これにより日本人の国内旅行者の50%以上がカバーされた。これらの航空会社は、1999年4月に国際線にも禁煙を拡大し、国際線での喫煙を禁止した最後の航空会社の一つとなった。日本たばこ産業は、日本の空港を利用する外国航空会社22社の全便が禁煙となり、日本の大手航空会社2社の禁煙化により、日本発の国際線では80％以上の座席が禁煙になることを指摘し、航空会社に再検討を働きかけた。